# Julio González (strzelec)
Julio González Suvillaga (ur. 16 listopada 1943, zm. 21 maja 2023 w San Salvador) – salwadorski strzelec, olimpijczyk. 
Brał udział w Letnich Igrzyskach Olimpijskich 1984 (Los Angeles). Startował tylko w trapie, w którym zajął 69. miejsce.

## Wyniki olimpijskie
| Igrzyska | Konkurencja | Wynik      | Miejsce | Źródło |
| -------- | ----------- | ---------- | ------- | ------ |
| IO 1984  | Trap        | 124 punkty | 69.     | [ 2 ]  |